# Uleåborgs län

Karta över Uleåborgs Län från 1795.

Uleåborgs län (finska: Oulun lääni) var ett län i Finland. Länet bildades 1775 och upphörde med utgången av år 2009, då Finlands indelning i län avskaffades.
Det gränsade till Lapplands län, Västra Finlands län och Östra Finlands län. Länet angränsade även mot Bottniska viken och Ryssland.
Bland de stora älvarna i länet återfanns Ijo älv och Ule älv–Kajana älv.

## Historia
Uleåborgs län skapades 1776 från en del av Österbottens län. Det var ett svenskt län fram till 1809, då det avträddes till Ryssland efter det svenska nederlaget i finska kriget. Efter Freden i Fredrikshamn införlivades delar av Lappland och Västerbotten till länet och 1922 tillfördes Petsamo till länet. Lapplands län avsöndrades ur länet 1938.
Vid länsreformen i Finland som genomfördes den 1 september 1997 reducerades antalet län i Finland från 12 till 6. Uleåborgs läns gränser kom dock att förbli oförändrade vid reformen.
|  |  |  |  |  |

## Administration
Länsstyrelserna i Finland var gemensamma administrativ myndighet som leddes av sju ministerier. Länsstyrelsen för Uleåborgs län hade kontor på tre orter; huvudkontoret låg i Uleåborg, ett regionalt tjänstekontor fanns i Kajana. Länsstyrelsen leddes av länshövdingen Eino Siuruainen.

## Landskap
Uleåborgs län delades in i två landskap:
- Norra Österbotten (Pohjois-Pohjanmaa)
- Kajanaland (Kainuu)

Landskapen i Uleåborgs län var indelade i 43 kommuner.

## Heraldik
Länsvapnet har skapats genom att man kombinerade det historiska landskapet Österbottens vapen och Kajana stads vapen.

## Kommuner 2009
| - Alavieska - Brahestad - Haapajärvi - Haapavesi - Haukipudas - Hyrynsalmi - Ijo - Kajana - Kalajoki - Karlö - Kempele | - Kiminge - Kuhmo - Kuusamo - Kärsämäki - Limingo - Lumijoki - Merijärvi - Muhos - Nivala - Oulais - Paldamo | - Pudasjärvi - Puolango - Pyhäjoki - Pyhäjärvi - Pyhäntä - Reisjärvi - Ristijärvi - Sievi - Siikajoki - Siikalatva - Sotkamo | - Suomussalmi - Taivalkoski - Tyrnävä - Uleåborg - Uleåsalo - Utajärvi - Vaala - Vihanti - Ylivieska - Överijo |

### Tidigare kommuner
| - Frantsila - Kajana landskommun - Kestilä - Kuivaniemi - Oulujoki - Paavola - Pattijoki - Piippola | - Pulkkila - Rautio - Revolax - Ruukki - Salois - Temmes - Vuolijoki - Överkiminge |

## Landshövdingar
- Carl Magnus Jägerhorn 1775–1782
- Adolf Tandefelt 1782–1785
- Johan Fredrik Carpelan 1785–1800
- Samuel af Forselles 1800–1802
- Adolf Edelsvärd 1802–1804
- Jakob Daniel Lange 1805–1808
- Carl Henrik Ehrenstolpe 1809–1820
- Samuel Fredrik von Born 1820–1826
- Johan Abraham Stjernschantz 1826–1834
- Robert Wilhelm Lagerborg 1834–1849
- Alexander Lavonius 1849–1862
- George von Alfthan 1862–1873
- Otto Nyberg 1873–1879
- Carl Johan Jägerhorn 1878–1883
- Carl Adolf Tamelander 1883–1884
- Johan Gabriel Masalin 1884–1886
- Johan Axel Gripenberg 1886–1889
- Anders Johan Malmgrén 1889–1897
- Gustaf Esaias Fellman 1897–1901
- Edvard Furuhjelm 1901–1903
- Otto Savander 1903–1905
- Guido Gadolin 1905–1911
- Hjalmar Langinkoski 1911–1915
- Axel Fabian af Enehjelm 1915–1917
- Matts von Nandelstadh 1917–1925
- Eero Pehkonen 1925–1948
- Kaarle Määttä 1949–1967
- Niilo Ryhtä 1967–1973
- Erkki Haukipuro 1973–1986
- Ahti Pekkala 1986–1991
- Eino Siuruainen 1991–2009